# Hypoleria adasa
Hypoleria adasa är en fjärilsart som beskrevs av William Chapman Hewitson 1854. Hypoleria adasa ingår i släktet Hypoleria och familjen praktfjärilar. Inga underarter finns listade i Catalogue of Life.

## Bildgalleri

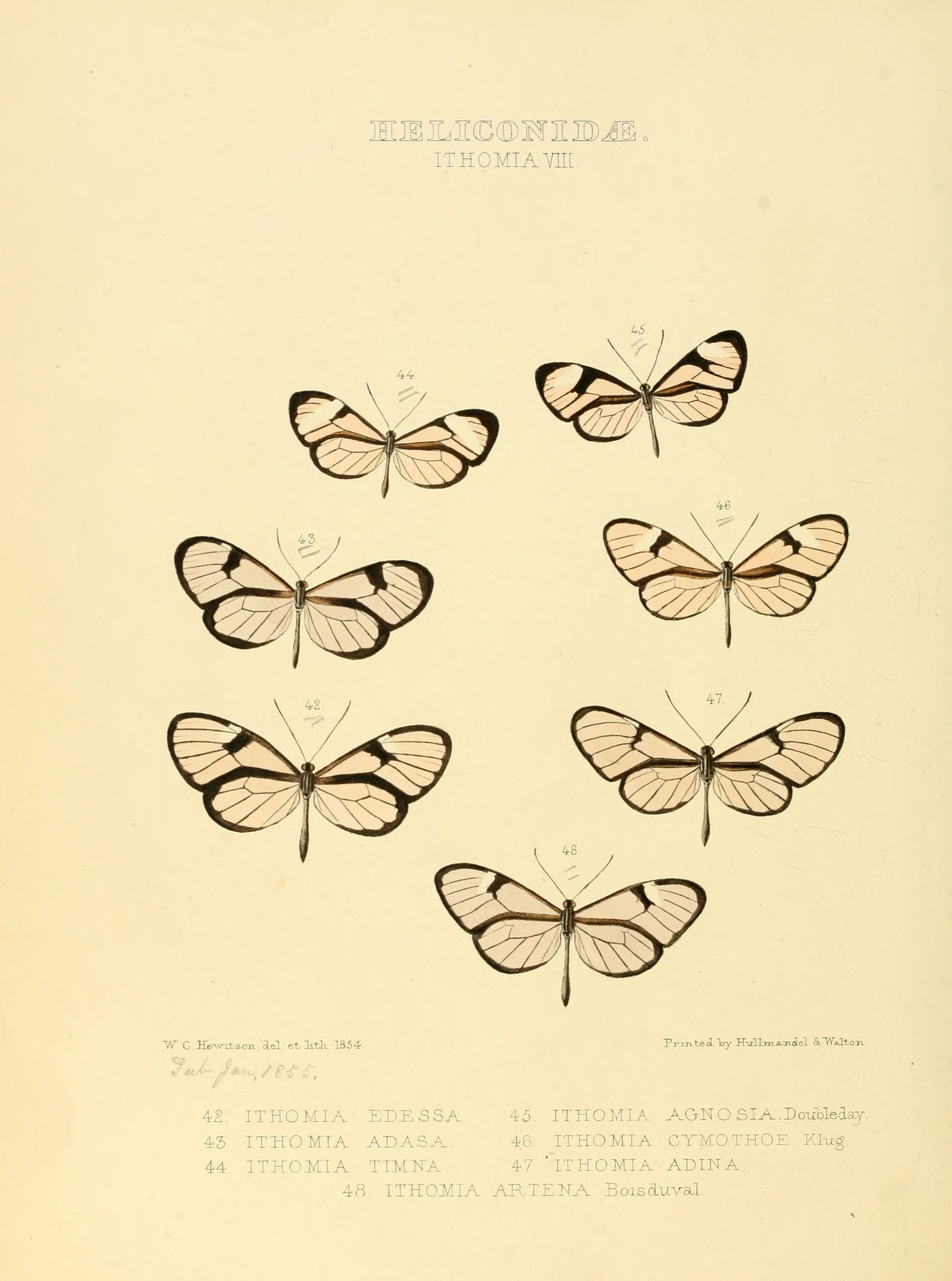
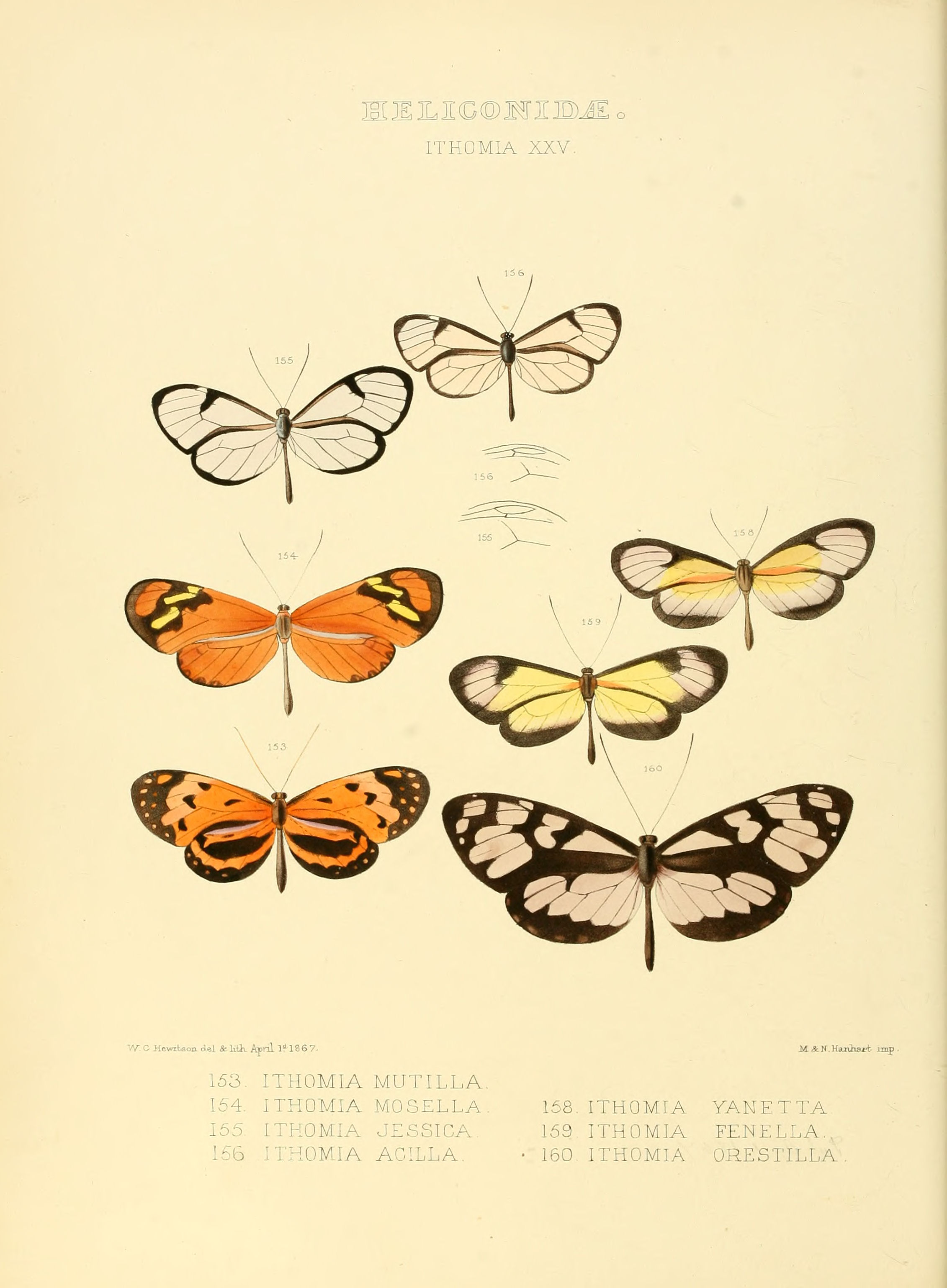